# نیووال
نیووال (به هلندی: Nieuwaal) یک منطقهٔ مسکونی در هلند است که در زالت‌بومل واقع شده‌است. نیووال ۷۰۲ نفر جمعیت دارد.